# Lola Le Lann
Lola Le Lann (* 9. února 1996) je francouzská herečka a zpěvačka, která na filmovém plátně debutovala roku 2015 rolí Louny v romantické komedii Un moment d'égarement.

## Osobní život
Narodila se v roce 1996 do rodiny francouzského trumpetisty Érica Le Lanna a herečky a režisérky Valérie Strohové. Rodiče navázali vztah, když její matka natáčela dokumentární film o jejím otci. Má dvojče, sestru Hortense.
Ve filmu debutovala jako devatenáctiletá roku 2015 remakem romantické komedie Un moment d'égarement režiséra Jeana-Françoise Richeta. Ve snímku ztvárnila dívku Lounu, která se při dovolené na Korsice zamiluje do otce své kamarádky, v podání Vincenta Cassela. V roce 2018 ji Jérémie Guez obsadil do dramatu V koutku srdce, v němž ztvárnila dceru majitelky ubytovny, kterou znásilní přítel a drogový dealer.

## Filmografie
| Rok  | název                 | role  | poznámky |
| ---- | --------------------- | ----- | -------- |
| 2015 | Un moment d'égarement | Louna |          |
| 2018 | V koutku srdce        | Clara |          |
| 2019 | Hněv                  | Léa   |          |

## Diskografie

### Singly
- 2019: Lola à l'eau
- 2020: Soleil[5]

## Divadlo
- Face à Face (hra Ingmara Bergmana), režie Léonard Matton, Théâtre de l'Atelier, Paříž